# Arbetsgivaravgift
Arbetsgivaravgift är en form av beskattning som betalas av en arbetsgivare ovanpå den lön som betalas till en arbetstagare, normalt som ett procentuellt påslag att betalas in till skattemyndigheterna. Arbetsgivaravgifter kan, beroende på land, helt eller delvis vara en social avgift kopplad till socialförsäkringssystemet eller en renodlad beskattning.
Arbetsgivaravgiften skiljer sig något från den inkomstskatt som arbetstagaren undanhåller och betalar, även om det förekommer, exempelvis i Sverige, att inkomstskatten betalas in av arbetsgivaren som källskatt.
De flesta länder har någon form av arbetsgivaravgift under olika beteckningar. Storleken på arbetsgivaravgiften varierar dock mycket mellan länder, eftersom olika länder valt att fördela sitt totala skatteuttag olika mellan arbetsgivaravgifter och inkomstskatter. Exempelvis har Sverige och Danmark, som har ungefär samma nivå på det totala skatteuttaget valt olika lösningar: Sverige har högre arbetsgivaravgifter, och Danmark har högre inkomstskatter och ett system där sociala avgifter huvudsakligen betalas av inkomsttagaren.
Det totala skatteuttaget varierar mycket mellan olika stater.

## Sverige
I Sverige infördes arbetsgivaravgiften på 1960-talet. En kraftig ökning skedde under 1970-talet och den uppgår idag till 31,42 procent för alla anställda. Tidigare har Sverige under perioder haft olika storlek arbetsgivaravgifterna baserat på ålder. Arbetsgivaravgiften baseras alltid på löntagarens bruttolön. Drygt 21% av arbetsgivaravgifterna är en form av löneväxling där arbetsmarknadens parter gemensamt kommit överens om att en del av lönepotten (löneökning) skall betalas in till statskassan för att täcka delar av de sociala kostnaderna.

## Singapore
I Singapore förekommer en liknande form av beskattning som del av "Central Provident Fund" (CPF). De pengar som betalas in till denna sätts in på ett personligt konto som kan användas av skattebetalaren till att täcka sjukvårdskostnader (enskilt och för familjemedlemmar), pension samt köp av bostad.